# Michael Arden
Pour les articles homonymes, voir Arden.
Michael Moore Jerrod (né le 6 octobre 1982), connu sous le nom Michael Arden, est un acteur, musicien et metteur en scène américain.

## Biographie

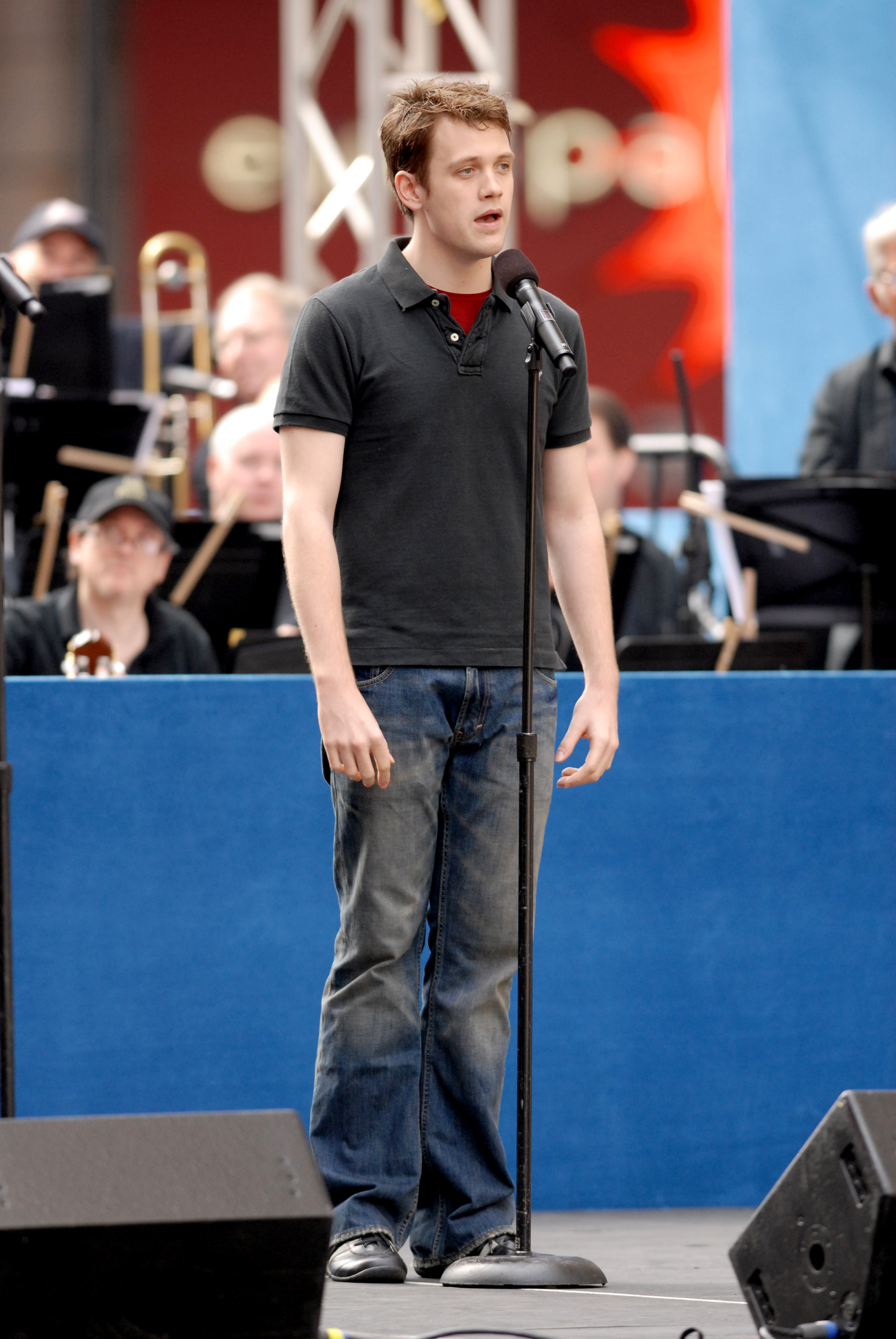
Arden le 10 septembre 2006

Il est né d'une très jeune mère qui avait des problèmes de drogue et d'alcool. Quand il avait deux ans, son père s'est suicidé. Arden a ensuite vécu avec ses grands-parents qui l'ont élevé très jeune à Midland, au Texas. Il se souvient du moment où il a attrapé le virus d'acteur alors qu'il n'avait que quatre ans. Ses grands-parents l'avaient emmené voir Sesame Street Live. 
Il joue dans compagnie de spectacles pour jeunes du Midland Community Theatre ; Pickwick Players,. Il étudie à Trinity School, une école préparatoire d'université à Midland. Il reçoit une bourse d'études à l'Académie Interlochen Arts en tant qu'étudiant de théâtre, où il a obtenu son diplôme en 2001,. Il est accepté à la Juilliard School, où il était dans le Groupe 34 de la Division Drame (2001-2005). Il a quitté Juilliard en 2003 pour rejoindre la compagnie de reprise de Broadway de la comédie musicale Big River. 
Arden fait ses débuts à Broadway dans le rôle de Tom Sawyer dans la reprise en 2003 de la comédie musicale Big River. Il joue également face à John Hill dans le spectacle Bare: A Pop Opera à Broadway en 2004 . À l'été 2005, il joue Nick, dans la pièce surréaliste d'Adam Bock Swimming in the Shallows au Second Stage Theatre de New York. Il a joué le personnage principal dans Pippin pour le concert caritatif au bénéfice de la Journée mondiale de lutte contre le sida à Broadway en novembre 2004. Il a joué dans la comédie musicale The Times They Are a-Changin' de Twyla Tharp, basée sur la musique de Bob Dylan. En 2007, il interprète le rôle principal dans Ace, au Old Globe Theatre de San Diego. À l'été 2007, il fait une tournée en Europe avec Barbra Streisand parmi ses "Broadway Boys",. De juillet à septembre 2010, il joue le rôle principal dans une reprise de Aspects of Love d'Andrew Lloyd Webber à la Menier Chocolate Factory à Londres,,. 
À partir d'octobre 2014, Arden joue le rôle de Quasimodo dans la comédie musicale The Hunchback of Notre Dame à La Jolla Playhouse de San Diego,, puis à Paper Mill Playhouse jusqu'au 5 avril 2015.
Arden a mis en scène la reprise à Broadway de Spring Awakening avec le Deaf West Theatre. La production a marqué son retour à Deaf West et comportait une distribution composée d'acteurs sourds et entendants, jouée simultanément en langue des signes américaine et en anglais. La production a commencé dans un petit théâtre près de Skid Row à Los Angeles en septembre 2014, transférée au Wallis Annenberg Center de Beverly Hills en mai 2015, et finalement transférée à Broadway, où elle a commencé les avant-premières le 8 septembre 2015 et a ouvert ses portes le 27 septembre 2015 au Brooks Atkinson Theatre. Le 3 mai 2016, Arden a reçu une nomination pour le Tony Award de la meilleure mise en scène pour une comédie musicale. 
Arden a ensuite mis en scène la comédie musicale My Fair Lady au Bay Street Theatre à Southampton, New York en août 2016. Il est ensuite revenu au Wallis Annenberg Center, où il a mis en scène des productions de The Pride et Merrily We Roll Along, pour lequel il a obtenu une nomination aux Ovation Awards en tant que meilleur metteur en scène de comédie musicale.
Arden a mis en scène la première reprise à Broadway de la comédie musicale Once on This Island, qui a commencé les avant-premières le 9 novembre 2017 et a ouvert le 3 décembre au Circle in the Square Theatre. Le spectacle a été nommé pour 7 Drama Desk Awards et huit Tony Awards, dont une deuxième nomination au meilleur metteur en scène. 
Ensuite, Arden met en scène Annie au Hollywood Bowl en juillet 2018 pour la production musicale annuelle d'été. À la suite de cela, Arden devait mettre en scène Jefferson Mays dans son adaptation de A Christmas Carol de Charles Dickens au Geffen Playhouse de Los Angeles à partir d'octobre 2018. Michael Arden met en scène la première américaine de la comédie musicale Maybe Happy Ending à l'Alliance Theatre d'Atlanta, en janvier 2020.

### Apparitions télévisuelles
Il est apparu dans la série Grey's Anatomy et dans Numb3rs pour CBS. Il a également été vu en co-vedette avec Donald Trump dans une publicité télévisée Domino's Pizza et avec Regis et Kelly dans une publicité en 2006. Il a été casté dans l'émission The Return of Jezebel James, qui a été diffusée et annulée après trois épisodes au printemps 2008. Arden a récemment eu un rôle récurrent dans la série Kings. Il a également joué dans un épisode de The Closer : L.A. enquêtes prioritaires, ainsi que dans un épisode de Bones. Il jouera dans The Quickening, The Good Wife et la série Anger Management.

## Filmographie
| Genre      | Année     | Titre                                   | Rôle                   | Épisodes                                          |
| ---------- | --------- | --------------------------------------- | ---------------------- | ------------------------------------------------- |
| TV series  | 2006      | Numb3rs                                 | Whitley                | "Backscatter"                                     |
| TV series  | 2006      | Grey's Anatomy                          | Neal Hannigan          | "17 Seconds"                                      |
| Film       | 2006      | Raisons d'État                          | Pinafore Actor         |                                                   |
| TV series  | 2008      | Cashmere Mafia                          | Denis                  | "Dog Eat Dog"                                     |
| TV series  | 2008      | The Return of Jezebel James             | Buddy                  | "Pilote" "Frankenstein Baby" "Needles and Schlag" |
| TV series  | 2009      | Bones                                   | Harold Prescott        | "The Bond in the Boot"                            |
| Film       | 2009      | Meilleures Ennemies                     | Kevin                  |                                                   |
| Film       | 2009      | The Cave Movie                          | Sam                    |                                                   |
| TV series  | 2009      | The Closer : L.A. enquêtes prioritaires | James Clark            | "Identity Theft"                                  |
| TV series  | 2009      | Kings                                   | Joseph Lasile          | "First Night" "The Sabbath Queen" "Pilgrimage"    |
| TV series  | 2010      | Forgotten                               | James Poole            | "Mama Jane"                                       |
| TV series  | 2011      | The Good Wife                           | Finn                   | "Get a Room"                                      |
| Short film | 2011      | Nurse Jackée                            | Gabe                   |                                                   |
| TV series  | 2011      | Off the Map : Urgences au bout du monde | Pher                   | "Everything's as It Should Be" "Hold on Tight"    |
| TV series  | 2011      | Unforgettable                           | Joe Williams           | "Lost Things"                                     |
| Film       | 2011      | Source Code                             | Derek Frost            |                                                   |
| TV series  | 2012–2014 | Anger Management                        | Patrick                | All Episodes                                      |
| TV series  | 2012      | GCB                                     | Reverend Steve Stewart | "Pride Comes Before a Fall" "Adam & Eve's Rib"    |
| TV series  | 2012      | Mentalist                               | Evan Kress             | "War of the Roses"                                |
| TV series  | 2012      | Nurse Jackie                            | Gabe                   | "Slow Growing Monsters"                           |
| Film       | 2012      | La Drôle de vie de Timothy Green        | Doug Wert              |                                                   |
| TV series  | 2012      | Royal Pains                             | Homer                  | "Some Pig"                                        |

## Productions théâtrales
| Année     | Production                    | Rôle             | Catégorie          |
| --------- | ----------------------------- | ---------------- | ------------------ |
| 2003      | Big River                     | Tom Sawyer       | Broadway           |
| 2004      |                               | Peter            | Off-Broadway       |
| 2005      | Pippin                        | Pippin           | Régional (concert) |
| 2005      | Swimming in the Shallows      | Nick             | Off-Broadway       |
| 2005      | The Secret Garden             | Dickon           | New York (concert) |
| 2006      | The Times They Are A-Changin' | Coyote           | Régional           |
| 2006      | The Times They Are A-Changin' | Coyote           | Broadway           |
| 2007      | Ace                           | John Robert      | Régional           |
| 2014–2015 | The Hunchback of Notre Dame   | Quasimodo        | Régional           |
| 2019      | Le Roi Lear                   | Aide to Cornwall | Broadway           |

| Année     | Production              | Crédit                     | Catégorie                       |
| --------- | ----------------------- | -------------------------- | ------------------------------- |
| 2008      | A Tale of Two Cities    | Assistant metteur en scène | Broadway                        |
| 2014–2015 | Spring Awakening        | Metteur en scène           | Los Angeles (Deaf West Theatre) |
| 2015–2016 | Spring Awakening        | Metteur en scène           | Broadway                        |
| 2016      | My Fair Lady            | Metteur en scène           | Régional                        |
| 2016      | Merrily We Roll Along   | Metteur en scène           | Los Angeles                     |
| 2017      | The Pride               | Metteur en scène           | Los Angeles                     |
| 2017–2019 | Once on This Island     | Metteur en scène           | Broadway                        |
| 2018      | Annie                   | Metteur en scène           | Los Angeles                     |
| 2020      | Maybe Happy Ending      | Metteur en scène           | Atlanta                         |
| 2022–2023 | A Christmas Carol       | Metteur en scène           | Broadway                        |
| 2022      | Parade                  | Metteur en scène           | New York City Center/Broadway   |
| 2024      | The Queen of Versailles | Metteur en scène           | Boston                          |
| 2024      | Maybe Happy Ending      | Metteur en scène           | Broadway                        |
| 2025      | The Queen of Versailles | Metteur en scène           | Broadway                        |

## Récompenses et nominations
| Année | Récompense                  | Catégorie                          | Production          | Résultat   |
| ----- | --------------------------- | ---------------------------------- | ------------------- | ---------- |
| 2015  | Ovation Awards              | Direction of a Musical             | Spring Awakening    | Lauréat    |
| 2016  | Tony Awards                 | Best Direction of a Musical        | Spring Awakening    | Nomination |
| 2016  | Drama Desk Awards           | Outstanding Director of a Musical  | Spring Awakening    | Nomination |
| 2016  | Outer Critics Circle Awards | Outstanding Director of a Musical  | Spring Awakening    | Lauréat    |
| 2018  | Tony Awards                 | Best Direction of a Musical        | Once on This Island | Nomination |
| 2018  | Outer Critics Circle Awards | Outstanding Director of a Musical  | Once on This Island | Nomination |
| 2023  | Tony Awards                 | Best Direction of a Musical        | Parade              | Lauréat    |
| 2023  | Outer Critics Circle Awards | Outstanding Director of a Musical  | Parade              | Lauréat    |
| 2025  | Tony Awards                 | Best Direction of a Musical        | Maybe Happy Ending  | Lauréat    |
| 2025  | Outer Critics Circle Awards | Outstanding Director of a Musical  | Maybe Happy Ending  | Lauréat    |
| 2025  | Drama Desk Awards           | Outstanding Director of a Musical  | Maybe Happy Ending  | Lauréat    |
| 2025  | Drama League Awards         | Outstanding Direction of a Musical | Maybe Happy Ending  | Lauréat    |